# José María Marín Quemada
José María Marín Quemada (Madrid, Espanya, 17 d'octubre del 1948) és un economista espanyol, que va exercir com el primer president de la Comissió Nacional dels Mercats i la Competència (CNMC) entre el 2013 i el 2020, quan fou substituït per Cani Fernández Vicién.
Va ser conseller del Banc d'Espanya i membre del seu Consell de Govern des del 2005 al 2013. Fins al 2004 va ocupar diferents càrrecs a l'empresa privada.